# パスピエ (バンド)
パスピエ（Passepied）は、日本のロックバンド。2009年2月結成、2012年6月メジャーデビュー。所属事務所はユニバーサル ミュージックアーティスツ合同会社、所属レコード会社はユニバーサル ミュージック。所属レーベルはNEHAN RECORDS。

## 概要
東京藝術大学でクラシック音楽を学ぶ傍ら、バンド音楽に傾倒したキーボーディストの成田ハネダが作曲、ボーカリストの大胡田なつきが作詞とアートワーク全般を担当する。バンド名は成田が好きなクロード・ドビュッシーの『ベルガマスク組曲』の第4曲「パスピエ」から。
クラシック音楽のバックグラウンドを持つ成田が生み出す楽曲と、大胡田のセンスやアートワークが話題になり、2011年11月に発売した1stアルバム『わたし開花したわ』がほぼプロモーションなしの無名の新人ながらロング・セールスを記録した。

### 音楽性
楽曲のコンセプトは、印象主義音楽とニュー・ウェイヴやテクノポップを融合させバンドサウンドの形で表現すること。
成田がデモを制作した段階である程度のイメージを持ってアレンジに臨むが、「いい意味で予想外になるのがバンド」という考えのもと、基本的にメンバーでアレンジしていく流れに任せている。また、アイデアは鮮度を大事にしていてレコーディング期間は比較的短い。
作詞を担当する大胡田は、空想上の人物が動き回る様子を文字に起こしたり、あるいは聴く人が想像できる余白を残しながら歌詞を書くことが多い。ことわざ、故事成語、標語、常套句、などを多用する。

### メディア露出
メジャーデビューから4年間、ライブ以外の写真やMVでは顔を一部隠すなどをしてはっきり確認できないようにしていた。これは最初に大胡田が描いたイラストをアーティスト写真にしたことをきっかけに周りから“正体不明のバンド”と言われるようになり、そこにメンバーも乗っかった結果による。しかし2015年の『娑婆ラバ』リリースと日本武道館公演が一つの節目となり、2016年5月13日に「永すぎた春/ハイパーリアリスト」の発売告知とともに顔出しした新しいアーティスト写真を公開。以後顔出しで活動している。

## メンバー

### 現在のメンバー
大胡田なつき（おおごだ なつき）
ボーカル担当。愛称はなっちゃん。大半の楽曲の作詞およびバンドのアートワークを手がける。ライブでは「ヨアケマエ」などの一部楽曲でキーボードを披露することもある。
静岡県御殿場市出身。身長155cm。7月28日生まれ。
実家が音楽教室で4歳からピアノを習っていた。もともと「音楽がしたい」というよりは「何か表現する人になりたい」と考えており、音楽・絵・舞踊・文学・生け花など一通りの芸術活動に手を出していた。結局その中で長く続いて、一番何かを表現しやすいと感じたのが音楽だったという。歌唱とキーボードの打ち込みを学びに上京して通っていた専門学校で知り合ったギタリスト古川夏希らとバンド「印象H」を結成。その活動中に成田と出会い、成田とバンドを組めば「絶対に何かができる」と感じ、パスピエに加わる。
好きなミュージシャンは小川美潮、ケイト・ブッシュ、スティーリー・ダン、ナンバーガールなど。特に小川美潮の「おかしな午後」はたびたびフェイバリットに挙げており、ナビゲーターを務めていたJ-WAVE「THE KINGS PLACE」（2015年9月15日放送回）では小川との対談も行われた。ナンバーガールの向井秀徳にはアートワークやパスピエ結成前のボーカルスタイルでも影響を受けている。
好きな作家は島崎藤村、寺山修司、夏目漱石、三島由紀夫、村上龍、近藤聡乃、手塚治虫、魚喃キリコなど。マンガ作品では『美味しんぼ』『カイジ』『グラップラー刃牙』『クローズ』『ゲゲゲの鬼太郎』『らんま1/2』などがある。
『ヴァルキリープロファイル』『ニーア オートマタ』『バイオハザードシリーズ』『ファイナルファンタジーシリーズ』などのゲームも好きで、狩野英孝のゲーム実況「EIKO!GO!!」のファン。
フェレットやブリティッシュショートヘア、アベニー・パファー、タティア、ポリプテルス・セネガルスなどを飼育している。アザラシもこよなく愛しており、出演したラジオで「趣味はアザラシ」と紹介されていた。
ベーシストのBOHや声優の仲村宗悟は専門学校時代からの付き合いであり、当時は仲村のバックバンドでキーボードを担当していたこともある。
- 使用マイク（ライブ用）
  - Electro-Voice / N/D967（2014年まで）
  - SHURE / KSM9 SL（2014年から）
  - SHURE / MW2（2014年、2016年のフロアライブ）

成田ハネダ（なりた はねだ）
キーボード担当。愛称はナリハネ。全楽曲で作曲を手がけ「グッド・バイ」など一部楽曲で作詞も担当。「素顔」「音の鳴る方へ」など大胡田との共作詞も多い。「脳内戦争」の音源ではギターソロも弾き、ドラムスやおたくやの脱退以降プログラミングも行っている。
神奈川県横浜市出身。横浜市立桜丘高等学校、東京藝術大学器楽科ピアノ専攻卒業。身長166cm。8月22日生まれ。
インディーズ時代は本名で活動していたが、出入りしていた下北沢GARAGEの当時の店長に命名され2010年11月から芸名を使用している。
5歳から姉の影響でピアノを始め数々のピアノコンクールに出場。藝大でもクラシック音楽を学んでおりピアニストを志していたが、大学1年目の冬に友人に誘われ参加した「COUNTDOWN JAPAN 06/07」でそれまでと違う世界を知り、中でも最初に観たフジファブリックに衝撃を受けバンドをやることを決意。
しかし当初立ち上げたバンドでは「クラシック」と「ポップス/ロック」を別のものと切り離して考えていたため苦心していた。その中で両方を繋いで表現している矢野顕子の作品と出会い、新たに「印象主義音楽」×「バンド」のコンセプトを立てパスピエのメンバーを集める。
矢野顕子からYMOをはじめとするニュー・ウェイヴに傾倒するようになり、バンドのルーツとして他に、おしゃれテレビ、ジャクリーヌ・タイエブ、ジョイ・ディヴィジョン、トーキング・ヘッズ、ニュー・オーダー、フェニックスなどを挙げている。
趣味は『マヂカルラブリーのオールナイトニッポン0(ZERO)』などのラジオを聴くことやスポーツ鑑賞。
父親の影響で家にあった東野圭吾や西村京太郎を読んでいた。村上春樹作品も好む。
下北沢GARAGEでの活動をきっかけに、パスピエメジャーデビュー前からUNISON SQUARE GARDENの田淵智也やBase Ball Bearの小出祐介、ラッパー、トラックメイカーのRyohuと交流があり、小出のプロジェクトマテリアルクラブにも参加している。田淵は他のパスピエメンバーとも関係があり、そこから田淵が関わるUNISON SQUARE GARDENやQ-MHz、DIALOGUE+などの作品やライブにメンバーが参加するなどバンドと繋がりが深い。
またヴァイオリニストの伊藤亜美や木管奏者の大石俊太郎は大学時代の友人で、伊藤は「Matinée」のレコーディング、大石は結成十五周年特別記念公演に参加している。
演奏や作編曲でいきものがかり、鬼頭明里、ポルノグラフィティ、LiSA、レキシなどの楽曲に参加。
ライブではODD Foot WorksやUNISON SQUARE GARDENの一部公演でサポートを務めている。
- 使用楽器の一部
  - Ashun Sound Machines / HYDRASYNTH Deluxe
  - Dave Smith Instruments / Mopho SE
  - John Bowen Synth Design / Solaris White Grey
  - KORG / RK-100
  - KORG / SV-1 Black (73key)
  - KORG / KingKORG
  - Moog / Minimoog Voyager Performer Edition
  - NORD / NORD C2D
  - NORD / NORD STAGE 2 EX
  - Roland / αJUNO
  - Roland / JUNO-D
  - Roland / JUNO-G
  - Roland / JUNO-STAGE
  - Roland / JUPITER-80
  - Roland / SP-404SX Sampler
  - Sequential Circuits / Prophet-5

三澤勝洸（みさわ まさひろ）
ギター担当。愛称は三澤さん。山形県村山市出身。山形県立山形南高等学校、音楽学校メーザー・ハウスギター科卒。身長183cm。4月26日生まれ。
メーザー・ハウスでは矢堀孝一に師事。そこで同じく在学していた露崎とも出会う。
元々ヘヴィメタルが好きだったが、音楽学校ではジャズやフュージョンを学んでおり、そこで師匠に勧められて聴いたマイク・スターンをフェイバリットのひとりに挙げている。スターンの「Play」は授業の一環で露崎と初めて演奏した曲でもある。
中学2年生の時にhideの『hide BEST 〜PSYCHOMMUNITY〜』が発売され、友人がその中から「ROCKET DIVE」を弾いてたのを見てエレキギターをはじめた。そこから遡り中学3年生の一年間はX JAPANしか聴かなくなるほどであった。
初めて購入した曲は小学生時代にKinKi Kidsの「やめないで,PURE」。
A.B.C-Zの戸塚祥太と親交があり、戸塚の楽曲「If you don't know break up you don't know love」に参加している。
2023年よりウソツキや、トランペット奏者の山崎千裕のサポートも務めている。
山形県出身の縁でエフエム山形「From Yamagata」（旧「MAGIC」）内で月に1度「OTONARI ROOM」のコーナーを担当。
ステージではザ・キュアー、バウハウス、ピンク・フロイド、レイジ・アゲインスト・ザ・マシーン、レディオヘッドなどのバンドTシャツを着用していることが多い。
アニメ好きで幼少のころから『機動戦士ガンダム』シリーズなどのロボットアニメを主に観ていたが、上京後に観た『ローゼンメイデン』をきっかけに『涼宮ハルヒの憂鬱』『らき☆すた』をはじめとする萌えアニメにもはまることになる。過去に『惡の華』『NHKにようこそ!』『狼と香辛料』『CLANNAD』『ジョジョの奇妙な冒険』『装甲騎兵ボトムズ』『てーきゅう』『Fate/Grand Order』などを好きな作品に挙げていた。
ミニウサギと猫を飼育している。
- 使用ギターの一部
  - Fender Custom Shop / Telecaster
  - Fender USA / Eric Clapton Signature Stratocaster
  - Fender / Jazzmaster
  - Fender / Jazzmaster × Squier BassⅥ Custom modified Double Neck Guitar
  - Fender / Stratocaster
  - Gibson / Explorer
  - Gibson / Flying V
  - Guyatone / LG-85T
  - Sadowsky / NYC Standard T-Style

露崎義邦（つゆざき よしくに）
ベース担当。愛称はつゆさん。千葉県四街道市出身。千葉県立四街道高等学校、音楽学校メーザー・ハウスベース科卒。10月27日生まれ。
左利きだが、初めてベースを購入する際に「最初は右も左も分からない」と店員のアドバイスにより右利き用を選択し、以後も右利き用を使用。2014年頃から5弦ベースも併用している。
2011年頃にindigo la End、2024年よりずっと真夜中でいいのに。の一部楽曲やライブでサポートも務めている。
12歳で初めてベースを手にして最初にコピーしたのはL'Arc～en～Cielの「浸食～lose control～」。高校時代にはレッド・ホット・チリ・ペッパーズのコピーバンドを組んでいた。
影響を受けたミュージシャンにジャミロクワイやthe band apartなどがあり、好きなベーシストにサム・ウィルクス、ジョー・ダート（ヴルフペック）、サンダーキャット 、キム・ゴードン、ルイス・ジョンソンがいる。
趣味はDIY。映像編集も得意としており「グラフィティー」などのミュージックビデオの編集も担当。
本名は崎の字が「﨑（たつさき）」であるが、便宜上公式のクレジットなどでも「露崎」の表記を使用している。
- 使用ベースの一部
  - Elrick Bass Guitars / Gold Series, Hand-Carved e-volution 4-String Bass Guitar
  - Fender / American Deluxe Jazz Bass V
  - Fender / American Elite Jazz Bass
  - Fender / American Elite Jazz Bass V
  - Fender / American Vintage Jazz Bass
  - Fender Custom Shop / Limited Edition 1960 Jazz Bass Relic
  - TopDog / Jazz Bass

### 元メンバー
- 岸本篤志（きしもと あつし）

ドラムス担当。2010年3月に脱退。
2025年現在、睡眠船に参加する傍ら音楽学校でドラム講師も務める。過去に流線Kグルーヴ（ブチャラティ名義）、ミヤオヨウバンドなどにも所属し、井乃頭蓄音団のサポートも行っていた。
- やおたくや

本名：矢尾拓也（読み同じ）。ドラムス担当。
2010年8月加入。2017年5月13日の「森、道、市場2017～行き交う色と、ふたつの場所～」出演をもって脱退。

### サポートメンバー
- 佐藤謙介（さとう けんすけ）

ドラムス担当。踊ってばかりの国の元メンバーで、髭、井乃頭蓄音団、paioniaなどのサポート、go!go!vanillasなどのドラムテックも担当する。
やお脱退以降の大半のライブと、多くのレコーディングに参加。
サポートで参加している井乃頭蓄音団には過去に初代ドラムス担当の岸本もサポートで参加していたほか、岸本が同バンドのレコーディングに参加した際のドラムテックを佐藤が務めるなどの交流もある。
- BOBO（ぼぼ）

ドラムス担当。54-71のメンバー。くるり、MIYAVI、フジファブリック、TKfrom凛として時雨、Vaundyなどのサポートも行う。
「音の鳴る方へ」「あかつき」「EVE」のレコーディングに参加。
- 伊藤彬彦（いとう あきひこ）

ドラムス担当。andropのメンバー。
2019年「KIRIN BEER "Good Luck" LIVE」、2023年「GANG PARADE SAY HELLO！2MAN」に参加。
- 伊藤大助（いとう だいすけ）

ドラムス担当。クラムボンのメンバー。
2017年「OTONARIさんのONOMIMONO」ツアーの東京公演と、学園祭ライブ2公演に参加。
- オータコージ

ドラムス担当。2017年「POLYMPIC 2017」に参加。
- 対馬祥太郎（つしま しょうたろう）

ドラムス担当。2017年「ニコフェスト！」に参加。
- ゆーまお

ドラムス担当。ヒトリエのメンバー。ヒトリエ以前に所属していた優しくして♪でもパスピエと共演している。
2017年「DECEMBER'S CHILDREN」、2018年「ササクレフェスティバル2018」、2019年「INNOVATION WORLD FESTA 2019」に参加。
その他「Matinée」のレコーディングでヴァイオリニストの伊藤亜美。「十周年特別記念公演 “EYE（いわい）”」ではストリングスに室屋光一郎、柳原有弥、島岡智子、水野由紀。パーカッションで斎藤祥子。「結成十五周年特別記念公演 “十五年鑑”」はパーカッションに代わりホーンの大石俊太郎と石川広行がサポートに参加している。

## 略歴
成田が「印象派×ポップ・ロック」のコンセプトを立て大胡田を勧誘。さらに三澤を誘い、三澤が露崎を連れてきて、そして岸本を加えて2009年2月にパスピエを結成。下北沢を拠点とし「食後の余韻」と題した自主企画ライブを結成2年間で6度に渡り開催する。2010年3月の「食後の余韻 vol.3」では自主制作盤『ブンシンノジュツ』をライブ会場限定リリース。この公演をもって岸本が脱退し、8月にやおが加入した。
2011年
- Q;indivi（キュー・インディヴィ）の新レーベル「COCONOE RECORDS」第1弾アーティストとして[66]、11月23日に初の全国流通アルバム『わたし開花したわ』をリリース。

2012年
- 6月27日、ワーナーミュージック・ジャパン内のレーベル「unBORDE」からアルバム『ONOMIMONO』をリリースしメジャーデビュー。

2013年
- 1月、iTunes による「今年ブレイクが期待できる新人アーティスト」の1組として「ニューアーティスト 2013」に選出され、iTunes限定で「名前のない鳥」のリリース。同時に初めてアーティスト写真を公開[67]。
- 2月、配信シングル「ON THE AIR」リリース。
- 3月、シングル「フィーバー」と楽曲プロデュースを手掛けた山下智久のシングル「怪・セラ・セラ」がリリース[9][68]。
- 4月に自主企画「印象A」、7月に「印象B」、さらに10月から12月には「“印象・日の出”」「“印象・日の出”外伝」を開催。
- 10月、配信シングル「とおりゃんせ」をリリース。

2014年
- 4月、自主企画「印象C」を開催[69]。
- 10月からJ-WAVE『THE KINGS PLACE』の火曜パーソナリティーを担当する[70]。
- 11月に配信シングル「贅沢ないいわけ」をリリース。オフィシャルファンサイト「P.S.P.E」を開設。

2015年
- 4月、シングル「トキノワ」をリリース。
- 6月、自主企画「印象D」を開催。
- 7月、シングル「裏の裏」をリリース[71]。
- 9月にアルバム『娑婆ラバ』をリリースし、11月から「パスピエ TOUR 2015“娑婆めぐり”」、12月22日に「パスピエ 日本武道館単独公演“GOKURAKU”」を開催。翌年4月には武道館公演を収めた映像作品をリリース。

2016年
- 4月、シングル「ヨアケマエ」をリリース。
- 6月、自主企画「印象E」を開催。
- 7月、両A面シングル「永すぎた春/ハイパーリアリスト」をリリース。これに合わせ、顔出ししたアーティスト写真が公開された。
- 11月23日、デビュー5周年となる日に、シングル「メーデー」をリリース。
- 12月、「パスピエ 5th Anniversary Hall Tour」を開催。配信シングル「スーパーカー」をリリース。

2017年
- 1月、アルバム『&DNA』をリリース。3月から5月に「パスピエ TOUR 2017 “DANDANANDDNA”」を開催。最終日の公演は映像化され8月にリリースされる。
- 3月をもって2年半担当していた『THE KINGS PLACE』を卒業（4月より同枠はフレデリックが担当）。
- 5月13日の「森、道、市場2017」をもってやおが脱退[64]。以降佐藤謙介らをサポートに迎え、4人体制での活動を開始。打ち込みを使用した作品も制作するようになる。
- 6月から10月に配信シングル「あかつき」「音の鳴る方へ」「正しいままではいられない」「(dis)communication」、アルバム『OTONARIさん』リリース。11月に「パスピエ TOUR 2017 “OTONARIさんのONOMIMONO”」を開催。

2018年
- 3月に配信シングル「マッカメッカ」、4月にアルバム『ネオンと虎』をリリース。5月に「パスピエ TOUR 2018 “カムフラージュ”」を開催。
- 10月、初の野外ワンマン「印象H」を開催。

2019年
- 2月、結成10周年を迎える。
- 4月から5月に配信シングル「ONE」「グラフィティー」「煙」、アルバム『more humor』をリリース。6月から7月に「パスピエ TOUR 2019 “more You more”」を開催。

2020年
- 1月23日にユニバーサルミュージック内の自主レーベル「NEHAN RECORDS」設立を発表。またこれまでに所属事務所をワーナー系のCENTROからユニバーサル系のユニバーサルミュージックアーティスツへ移籍している。
- 2月、配信シングル「まだら」をリリース。
- 2月16日に「十周年特別記念公演 “EYE”」（いわい）を昭和女子大学人見記念講堂で開催。
- 5月5日、「2020年5月5日（20200505）」と数字列が対称になるこの日に歌詞、メロディー、リズム、コード、アレンジを全て対称にした回文構造の曲「202 OTO 505」をYouTubeで公開。同日に個々でリモート収録した「シミュレーションLive audio『TUI』」を配信。
- 6月に配信シングル「真昼の夜」、8月に「SYNTHESIZE」をリリース。
- 9月、UNIVERSAL MUSICのオンラインライブプラットフォーム「LIVE-X」から初のオンラインライブを開催。
- 10月、新型コロナウイルス感染症拡大後初となる有観客で自主企画「AJIMI」を2部制で開催。
- 10月に配信シングル「Q.」、12月にアルバム『synonym』をリリースし、リリースライブ「synonium」を開催。

2021年
- 5月から11月に配信シングル「グッド・バイ」「影たちぬ」「ミュージック」「アンダスタンディング」「言わなきゃ」「見世物」「PLAYER」、12月にアルバム『ニュイ』をリリース。
- 7月、「PSPE TOUR 2021 KAIKO」を開催。2019年の「more You more」以来約2年ぶりのツアーとなった。

2022年
- 2月に「PSPE TOUR 2022 ニュウ！」を開催。
- 4月から11月に配信シングル「もののけだもの」「4×4」「スピカ」「微熱」「浮遊層」「かはたれ時に」「発色」、12月にアルバム『ukabubaku』をリリース。
- 6月に「PSPE Billboard Live Tour 2022 “table”」、11月に自主企画「印象F」を開催。

2023年
- 1月から2月に「PSPE TOUR 2023 ugokubaku」、6月と8月に自主企画「印象G」、10月から12月に「PSPE 2023 TOUR ア・直・色」を開催。
- 4月から11月に配信シングル「GOKKO」「バジリコ」「化石のうた」「cube」、12月にアルバム『印象万象有象無象』をリリース。

2024年
- 2月に『印象万象有象無象』リリースイベント「印象万象有象無象現象」、5月に公式YouTubeチャンネルにて無料配信ライブ「FREEdom」を開催。
- 5月に配信シングル「避雷針」、8月に「21世紀流超高性能歌曲」とアルバム『あちゃらか』をリリース。9月から11月に「あちゃらかカリギュラ」を開催。
- 12月に配信シングル「2009」をリリース。

2025年
- 2月に配信シングル「電影夢想少女」とアルバム『カリギュラ』をリリース。
- 4月13日、「パスピエ 結成十五周年特別記念公演 “十五年鑑”」をBunkamuraオーチャードホールで開催。
- 7月に配信シングル「青々」リリース。

## 作品

### シングル
|   | 発売日         | タイトル                                       | 収録アルバム | 備考 | オリコン最高位 |
| - | -------------- | ---------------------------------------------- | ------------ | --- | -------------- |
| 1 | 2013年3月20日  | フィーバー                                     | 演出家出演   | | 42             |
| 2 | 2013年5月22日  | 最終電車 featuring 泉まくら（FragmentのREMIX） |              | タワーレコード限定販売。 |                |
| 3 | 2014年3月26日  | MATATABISTEP/あの青と青と青                    | 幕の内ISM    | 通常盤と初回限定盤が発売。初回限定盤は紙ジャケット仕様で「2013年11月2日 パスピエ TOUR 2013 “印象・日の出” at LIQUIDROOM」から4曲のライブ音源を収録したCDも付属。同公演のCD版未収録の「トロイメライ」がiTunesバンドル特典で付属。 | 13             |
| 4 | 2015年4月29日  | トキノワ                                       | 娑婆ラバ     | 通常盤と初回限定盤が発売。初回限定盤は紙ジャケット仕様。 | 29             |
| 5 | 2015年7月29日  | 裏の裏                                         | 娑婆ラバ     | 通常盤と初回限定盤が発売。初回限定盤は紙ジャケット仕様で2015年6月開催の「パスピエ presents『印象D』」から4曲のライブ音源を収録したCDも付属。                                                                                     | 24             |
| 6 | 2016年4月27日  | ヨアケマエ                                     | &DNA         | 通常盤と初回限定盤が発売。初回限定盤は紙ジャケット仕様で、映像作品「Live at 日本武道館 “GOKURAKU”」とのW購入者特典として、武道館公演で実際に使用したドラムヘッドなどが総勢31名に当たるキャンペーンも実施された。                 | 22             |
| 7 | 2016年7月27日  | 永すぎた春/ハイパーリアリスト                  | &DNA         | 通常盤と初回限定盤の2種が発売。初回限定盤は紙ジャケット仕様で8月25日に渋谷WOMBで開催の「スペシャルフロアライブ」に応募できるシリアルカードも封入。                                                                               | 40             |
| 8 | 2016年11月23日 | メーデー                                       | &DNA         | 通常盤と初回限定盤が発売。初回限定盤には「2016年6月17日 パスピエ presents『印象E』 at STUDIO COAST」から6曲のライブ映像を収録したDVDが付属。                                                                                     | 33             |

### 配信限定シングル
|    | 発売日         | タイトル                 | 収録アルバム     | 備考 |
| -- | -------------- | ------------------------ | ---------------- | --- |
| 1  | 2013年1月9日   | 名前のない鳥             | 演出家出演       | |
| 2  | 2013年2月27日  | ON THE AIR               | 演出家出演       | パスピエ初の書き下ろし曲。TOKYO FM「TOWER OF LOVE」キャンペーンのために制作。                                             |
| 3  | 2013年10月27日 | とおりゃんせ             | 幕の内ISM        | |
| 4  | 2014年11月15日 | 贅沢ないいわけ           | 娑婆ラバ         | 『娑婆ラバ』には一部変更されて収録。                                                                                      |
| 5  | 2016年12月23日 | スーパーカー             | &DNA             | |
| 6  | 2017年6月30日  | あかつき                 | OTONARIさん      | 「インターハイ2017 読売新聞」CMソングのための書き下ろし。                                                                 |
| 7  | 2017年9月22日  | 音の鳴る方へ             | OTONARIさん      | |
| 8  | 2017年9月29日  | 正しいままではいられない | OTONARIさん      | |
| 9  | 2017年10月6日  | (dis)communication       | OTONARIさん      | |
| 10 | 2018年3月15日  | マッカメッカ             | ネオンと虎       | |
| 11 | 2019年4月17日  | ONE                      | more humor       | |
| 12 | 2019年5月8日   | グラフィティー           | more humor       | |
| 13 | 2019年5月15日  | 煙                       | more humor       | |
| 14 | 2019年7月15日  | ONE (after humor remix)  | アルバム未収録   | 「ONE」を成田がリミックスしたもの。                                                                                       |
| 15 | 2020年2月5日   | まだら                   | synonym          | ドラマ『ホームルーム』のために書き下ろされた。                                                                            |
| 16 | 2020年6月10日  | 真昼の夜                 | synonym          | ロート製薬「Z!」がアーティストとコラボするキャンペーン「ロートジー デジタルMVフェス」のために書き下ろされた。             |
| 17 | 2020年8月26日  | SYNTHESIZE               | synonym          | |
| 18 | 2020年11月25日 | Q.                       | synonym          | |
| 19 | 2021年5月26日  | グッド・バイ             | ニュイ           | |
| 20 | 2021年7月14日  | 影たちぬ                 | ニュイ           | |
| 21 | 2021年8月25日  | ミュージック             | ニュイ           | |
| 22 | 2021年9月15日  | アンダスタンディング     | ニュイ           | |
| 23 | 2021年10月6日  | 言わなきゃ               | ニュイ           | |
| 24 | 2021年10月27日 | 見世物                   | ニュイ           | 歌詞は落語の「頭山」がモチーフ。                                                                                          |
| 25 | 2021年11月24日 | PLAYER                   | ニュイ           | ジャケットとリリックビデオに使用されている写真は大胡田による。                                                            |
| 26 | 2022年4月14日  | もののけだもの           | ukabubaku        | |
| 27 | 2022年6月8日   | 4×4                      | ukabubaku        | 「フォーバイフォー」と読む。タイトルは4つ打ち16ビートのリズムに由来する。                                                 |
| 28 | 2022年8月24日  | スピカ                   | ukabubaku        | |
| 29 | 2022年10月5日  | 微熱                     | ukabubaku        | |
| 30 | 2022年10月19日 | 浮遊層                   | ukabubaku        | |
| 31 | 2022年11月2日  | かはたれ時に             | ukabubaku        | |
| 32 | 2022年11月16日 | 発色                     | ukabubaku        | |
| 33 | 2023年4月19日  | GOKKO                    | 印象万象有象無象 | |
| 34 | 2023年6月7日   | バジリコ                 | 印象万象有象無象 | |
| 35 | 2023年10月11日 | 化石のうた               | 印象万象有象無象 | |
| 36 | 2023年11月15日 | cube                     | 印象万象有象無象 | |
| 37 | 2024年5月22日  | 避雷針                   | あちゃらか       | |
| 38 | 2024年8月14日  | 21世紀流超高性能歌曲     | あちゃらか       | 『わたし開花したわ』発売当時のキャッチコピー「21世紀流 超高性能個人電脳破壊行歌曲」から着想を得て制作された。             |
| 39 | 2024年12月18日 | 2009                     | カリギュラ       | パスピエ結成年をモチーフに制作。                                                                                          |
| 40 | 2025年2月5日   | 電影夢想少女             | カリギュラ       | パスピエ結成時に存在していたデモから制作。タイトルは『ONOMIMONO』のキャッチコピー「新世代的電影時女夢想感覺樂隊」に由来。 |
| 41 | 2025年7月23日  | 青々                     |                  | |

### アルバム
|    | 発売日         | タイトル         | 発売元・レーベル               | 備考 | オリコン最高位 |
| -- | -------------- | ---------------- | ------------------------------ | --- | -------------- |
|    | 2010年3月22日  | ブンシンノジュツ |                                | 自主制作。下北沢GARAGEにて開催された自主企画ライブ「パスピエ presents 食後の余韻 vol.3 ～レコ発3マン～」にて初めて発売。 |                |
| 1  | 2011年11月23日 | わたし開花したわ | COCONOE RECORDS                | インディーズ。初の全国流通盤。 |                |
| 2  | 2012年6月27日  | ONOMIMONO        | ワーナーミュージック・ジャパン | iTunesバンドル特典でCD版未収録の「電波ジャック(歌とピアノver.)」が付属。 | 57             |
| 3  | 2013年6月12日  | 演出家出演       | ワーナーミュージック・ジャパン | 通常盤と初回限定盤が発売。初回限定盤は特殊パッケージ仕様。iTunes Storeにて6月10日までの予約特典で「最終電車（歌とピアノver.）」が付属。 | 11             |
| 4  | 2014年6月18日  | 幕の内ISM        | ワーナーミュージック・ジャパン | 通常盤と初回限定盤が発売。初回限定盤は特殊パッケージ仕様で「2013年12月21日 パスピエ TOUR 2013 “印象・日の出” 外伝 at 赤坂BLITZ」の一部を収録したDVDが付属。同公演のCD版未収録の「ON THE AIR」がiTunesバンドル特典で収録。                                         | 12             |
| 5  | 2015年9月9日   | 娑婆ラバ         | ワーナーミュージック・ジャパン | 通常盤と初回限定盤が発売。初回限定盤は特殊パッケージ仕様、パスピエ謹製ふろしきと「2014年12月21日 パスピエTOUR 2014 “幕の内ISM” at Zepp DiverCity (TOKYO)」の一部を収録したDVD、そして2015年12月22日開催の日本武道館公演の参加者を対象にしたくじ引き参加券が付属。 | 8              |
| 6  | 2017年1月25日  | &DNA             | ワーナーミュージック・ジャパン | 通常盤と初回限定盤が発売。初回限定盤は紙ジャケット仕様、「電波ジャック」から「メーデー」まで20曲のミュージック・ビデオを収録したDVDが付属。 | 16             |
| 7  | 2017年10月18日 | OTONARIさん      | ワーナーミュージック・ジャパン | | 20             |
| 8  | 2018年4月4日   | ネオンと虎       | ワーナーミュージック・ジャパン | 通常盤と初回限定盤、ファンクラブ限定で初回限定盤とオリジナルTシャツがセットのP.S.P.E盤（BOX仕様）が発売。初回限定盤とP.S.P.E盤にはオリジナルマルシェバッグが付属。                                                                                                | 16             |
| 9  | 2019年5月22日  | more humor       | ワーナーミュージック・ジャパン | 通常盤と初回限定盤、ファンクラブ限定で初回限定盤とオリジナルTシャツがセットのP.S.P.E盤（BOX仕様）が発売。初回限定盤とP.S.P.E盤には「2018年10月6日 パスピエ 野音ワンマンライブ “印象H” at 日比谷野外大音楽堂」の一部を収録したDVDが付属。                          | 14             |
| 10 | 2020年12月9日  | synonym          | NEHAN RECORDS                  | 通常盤と初回限定盤、ファンクラブ限定で初回限定盤とオリジナルTシャツがセットのP.S.P.E盤（BOX仕様）が発売。初回限定盤とP.S.P.E盤には「2020年2月16日 パスピエ 十周年特別記念公演 “EYE（いわい）” at 昭和女子大学 人見記念講堂」を収録したBlu-ray Discが付属。        | 38             |
| 11 | 2021年12月8日  | ニュイ           | NEHAN RECORDS                  | 通常盤と初回限定盤、ファンクラブ限定で初回限定盤とオリジナルロングスリーブTシャツ、特製ステッカーがセットのP.S.P.E盤（BOX仕様）が発売。初回限定盤とP.S.P.E盤には「2021年7月10日 PSPE TOUR 2021 KAIKO at Zepp DiverCity (TOKYO)」を収録したBlu-ray Discが付属。    | 46             |
| 12 | 2022年12月7日  | ukabubaku        | NEHAN RECORDS                  | 通常盤と初回限定盤、ファンクラブ限定で初回限定盤とオリジナルTシャツがセットのP.S.P.E盤（BOX仕様）が発売。初回限定盤とP.S.P.E盤には「2022年6月5日 PSPE Billboard Live Tour 2022 “table” at Billboard Live TOKYO -2nd stage-」を収録したBlu-ray Discが付属。        | 44             |
| 13 | 2023年12月6日  | 印象万象有象無象 | NEHAN RECORDS                  | 通常盤と初回限定盤、ファンクラブ限定で初回限定盤とオリジナルTシャツがセットのP.S.P.E盤（BOX仕様）が発売。初回限定盤とP.S.P.E盤には大胡田によるアートブック（全56ページ）が付属。                                                                                  |                |
| 14 | 2024年8月28日  | あちゃらか       | NEHAN RECORDS                  | |                |
| 15 | 2025年2月19日  | カリギュラ       | NEHAN RECORDS                  | 通常盤と初回限定盤が発売。初回限定盤には無料配信ライブ「FREEdom」（YouTubeにて2024年5月11日開催）をrecut&再mixしたBlu-ray Discが付属。 |                |

### その他音源
| 発売・公開日   | タイトル                                                          | 発売・公開元                   | 備考 |
| -------------- | ----------------------------------------------------------------- | ------------------------------ | --- |
| 2009年頃       | 色彩・開花前線・かくれんぼ                                        |                                | 自主制作。2009年5月にレコーディングされた初のデモ。iTunesとNapsterで発売された。 |
| 2010年頃       | 二番目の女                                                        |                                | 自主制作。2010年8月から12月にかけて開催された、株式会社ロッキング・オン主催の「COUNTDOWN JAPAN 10/11」のステージを目指すアマチュア・アーティスト・コンテスト「RO69JACK 10/11」のサイトで公開されていた。作詞は成田による。                                                                                             |
| 2011年頃       | はいからさん/うちあげ花火                                         |                                | 自主制作。「はいからさん」は『演出家出演』に。「うちあげ花火」は『わたし開花したわ』にリメイクが収録された。 |
| 2014年10月22日 | MAKUNOUCHI-ISM e.p.                                               | ワーナーミュージック・ジャパン | 配信限定。「MATATABISTEP」「とおりゃんせ」「トーキョーシティ・アンダーグラウンド」「瞑想」の英語詞版と「MATATABISTEP」のリミックス加えた5曲を収録。英訳詞は平床政治、リミックスはSeihoによる。 |
| 2015年4月27日  | OZASHIKI MUSIQUE                                                  | ワーナーミュージック・ジャパン | 海外流通盤。過去作から8曲を収録。 |
| 2015年5月13日  | MAKUNOUCHI-ISM[Limited european vinyl edition]                    | Specific Recordings            | 『幕の内ISM』のアナログ・レコード。海外流通盤。ジャケットは大胡田により新たに描き直されている。 |
| 2015年5月24日  | フェスミックスCD                                                  | ワーナーミュージック・ジャパン | フェス・イベント会場限定販売。成田によるリミックスやリアレンジされた「シネマ」「△」「脳内戦争」「デモクラシークレット」「くだらないことばかり」「瞑想」「トリップ」「MATATABISTEP」「S.S」の9曲を収録。 |
| 2015年9月9日   | パスピエ BEST MIX vol.1                                           | ワーナーミュージック・ジャパン | 『娑婆ラバ』リリース記念に制作されたレンタル限定ミックスCD。 |
| 2019年3月27日  | 野音ワンマンライブ “印象H” 2018.10.6 at 日比谷野外大音楽堂 digest | ワーナーミュージック・ジャパン | ストリーミング限定配信。 |
| 2019年12月31日 | トッカータ                                                        |                                | 成田によるクロード・ドビュッシーの演奏。NHK-FM「ROCK to the CLASSIC PART2」にて放送。 |
| 2020年5月5日   | 202 OTO 505                                                       | NEHAN RECORDS                  | YouTubeにて期間限定公開。2020年5月5日をデジタル数字にする（20200505）と左右対称になるという成田のアイデアから、歌詞、メロディー、リズム、コード、アレンジを全て対称にしている。後に「oto」と改題し『synonym』に収録。                                                                                                  |
| 2020年5月5日   | シミュレーションLive audio『TUI（つい）』                         | NEHAN RECORDS                  | 2020年5月10日までの期間限定販売。「202 OTO 505」公開に合わせて開催予定だったライブを想定してリモートで制作。「グラフィティー」「つくり囃子」「オレンジ」「oto」「まだら」「S.S」「ONE」「蜘蛛の糸」「永すぎた春」「贅沢ないいわけ」の10曲を収録。ファンクラブ限定でオーディオコメンタリー「TUI+meeting」も販売された。 |
| 2021年9月8日   | HEART STATION                                                     |                                | 大胡田と成田による宇多田ヒカルのカバー。J-WAVE「SONAR MUSIC」TRIBUTE LIVE WEEKの企画で放送された。 |

### 未音源化作品
| 制作年          | タイトル         | 備考                                         |
| --------------- | ---------------- | -------------------------------------------- |
| 2009年-2010年頃 | 赤い糸           | メジャーデビュー前のライブで披露されていた。 |
| 2009年-2010年頃 | かげ             | メジャーデビュー前のライブで披露されていた。 |
| 2009年-2010年頃 | くらげ           | メジャーデビュー前のライブで披露されていた。 |
| 2009年-2010年頃 | 最小公倍数       | メジャーデビュー前のライブで披露されていた。 |
| 2009年-2010年頃 | 三角定規         | メジャーデビュー前のライブで披露されていた。 |
| 2009年-2010年頃 | 人魚の夢         | メジャーデビュー前のライブで披露されていた。 |
| 2009年-2010年頃 | 熱帯魚の夢       | メジャーデビュー前のライブで披露されていた。 |
| 2009年-2010年頃 | ファッション     | メジャーデビュー前のライブで披露されていた。 |
| 2009年-2010年頃 | フィーフィー     | メジャーデビュー前のライブで披露されていた。 |
| 2009年-2010年頃 | ポーカーフェイス | メジャーデビュー前のライブで披露されていた。 |
| 2009年-2010年頃 | ∞〈無・現・代〉  | メジャーデビュー前のライブで披露されていた。 |
| 2009年-2010年頃 | モールス         | メジャーデビュー前のライブで披露されていた。 |
| 2009年-2010年頃 | YAKUSOKU！       | メジャーデビュー前のライブで披露されていた。 |

### 映像作品
| 発売日        | タイトル                                             | 発売元・レーベル               | 備考 | オリコン最高位 |
| ------------- | ---------------------------------------------------- | ------------------------------ | --- | -------------- |
| 2016年4月6日  | Live at 日本武道館 “GOKURAKU”                        | ワーナーミュージック・ジャパン | 「2015年12月22日 パスピエ 日本武道館単独公演 “GOKURAKU”」を収録したDVD。メンバーによる副音声・オフショット映像も収録。ライブフォトブック付。「ヨアケマエ」とのW購入者特典として、公演で実際に使用したドラムヘッドなどが総勢31名に当たるキャンペーンも実施された。 | 8              |
| 2017年8月23日 | パスピエTOUR 2017 “DANDANANDDNA”- Live at NHK HALL - | ワーナーミュージック・ジャパン | 「2017年5月7日 パスピエ TOUR 2017 “DANDANANDDNA” at NHKホール」 を収録したDVD。バックステージ映像も収録。ライブフォトブック付。 | 14             |

### その他映像作品
| 発売・公開日   | タイトル | 発売・公開元       | 備考 |
| -------------- | --- | ------------------ | --- |
| 2021年12月15日 | unit | NEHAN RECORDS      | 2022年1月4日までの限定販売。2021年11月22日に東京都TOKIO TOKYOにて行われた『ニュイ』リリースライブイベントを収録。ライブ本編のみの映像と、ライブ本編に副音声が追加された映像の2種類が発売。    |
| 2023年12月16日 | Festival TV on KEENSTREAM Vol.129                                                                                                  | KEEN               | アウトドアブランド「KEEN」が主催するYouTube番組。shibuya eggmanにて関係者向けに行われたクローズドライブを収録したもの。前編のセットリストは「バジリコ」「とおりゃんせ」「最終電車」「発色」。 |
| 2023年12月23日 | Festival TV on KEENSTREAM Vol.130                                                                                                  | KEEN               | アウトドアブランド「KEEN」が主催するYouTube番組。shibuya eggmanにて関係者向けに行われたクローズドライブを収録したもの。後編のセットリストは「フィーバー」「GOKKO」「PLAYER」「シネマ」。      |
| 2025年3月26日  | UNISON SQUARE GARDEN 20th Anniversary LIVE "ROCK BAND is fun" 2024.07.24 / "オーケストラを観にいこう" 2024.07.25 at Nippon Budokan | トイズファクトリー | 2024年7月25日にUNISON SQUARE GARDENが日本武道館にて行った公演に成田がサポートとして参加。 |

### 参加作品
| 発売日         | タイトル                                                                       | 収録曲                                | 発売元・レーベル               | 備考 |
| -------------- | ------------------------------------------------------------------------------ | ------------------------------------- | ------------------------------ | --- |
| 2011年3月20日  | wild gun crazy Complation vol.6                                                | 電波ジャック                          | wild gun crazy                 | 下北沢を中心にインディーズバンドのライブを企画していた「wild gun crazy」が制作したコンピレーション・アルバム。『わたし開花したわ』収録のものとは別テイク。メンバーがナビゲーターを務めていた2016年2月16日放送のJ-WAVE「THE KINGS PLACE」でも公開された。 |
| 2012年12月5日  | Esto es unBORDE                                                                | トロイメライ                          | ワーナーミュージック・ジャパン | iTunes限定。「unBORDE」所属アーティストのコンピレーション・アルバム。 |
| 2013年7月30日  | JAPAN'S NEXT 2013                                                              | はいからさん（ライブver.）            | ロッキング・オン               | 『ROCKIN'ON JAPAN』2013年9月号付録。特集の中から選ばれた9組のコンピレーション・アルバム。音源は「2013年7月3日 パスピエ presents 『印象B』 at LIQUIDROOM」のもの。                                                                                        |
| 2013年12月4日  | Esto es unBORDE DOS                                                            | フィーバー                            | ワーナーミュージック・ジャパン | 配信限定。「unBORDE」所属アーティストのコンピレーション・アルバム。 |
| 2014年6月4日   | PARTY                                                                          | フィーバー                            | ビクターエンタテインメント     | DJやついいちろう(エレキコミック) によるROCK MIX CD第6弾。 |
| 2014年12月10日 | Esto es unBORDE TRES                                                           | MATATABISTEP                          | ワーナーミュージック・ジャパン | 配信限定。「unBORDE」所属アーティストのコンピレーション・アルバム。 |
| 2015年1月14日  | APPLESEED ALPHA ORIGINAL SOUNDTRACK                                            | Tokyo City Underground (English ver.) | ワーナーミュージック・ジャパン | 映画『Appleseed Alpha』のオリジナルサウンドトラックの日本盤。 |
| 2016年3月9日   | Feel + unBORDE GREATEST HITS                                                   | Feel                                  | ワーナーミュージック・ジャパン | 「unBORDE」設立5周年記念アルバム。「Feel」にはunBORDE all starsの一員として参加。 |
| 2016年3月9日   | Feel + unBORDE GREATEST HITS                                                   | トキノワ                              | ワーナーミュージック・ジャパン | 「unBORDE」設立5周年記念アルバム。「Feel」にはunBORDE all starsの一員として参加。 |
| 2019年7月24日  | Thank you, ROCK BANDS! 〜UNISON SQUARE GARDEN 15th Anniversary Tribute Album〜 | 場違いハミングバード（カバー）        | トイズファクトリー             | UNISON SQUARE GARDENの結成15周年記念トリビュート・アルバム。 |
| 2021年3月10日  | 麦本三歩の好きな音                                                             | 正しいままではいられない              | ユニバーサル ミュージック      | 住野よるによる小説『麦本三歩の好きなもの』の主人公・麦本三歩が好きな曲を集めたコンセプト・アルバム。 |

### 楽曲提供・演奏参加作品
| 発売日         | タイトル                                       | アーティスト             | 収録作品                                                      | 発売元・レーベル               | 備考 |
| -------------- | ---------------------------------------------- | ------------------------ | ------------------------------------------------------------- | ------------------------------ | --- |
| 2009年11月11日 | 涙雨/東京                                      | BERRYDRUG                |                                                               | LOOP LINE RECORDS              | 三澤が演奏で参加。 |
| 2011年9月30日  | 『秘密の金魚』収録全曲                         | indigo la End            | 秘密の金魚                                                    | 絵にならないレコード           | 露崎が演奏で参加。 |
| 2012年1月18日  | いつだって僕らは                               | いきものがかり           | NEWTRAL                                                       | エピックレコードジャパン       | 成田が演奏で参加。 |
| 2012年1月18日  | いつだって僕らは                               | いきものがかり           | 超いきものばかり〜てんねん記念メンバーズBESTセレクション〜    | エピックレコードジャパン       | 成田が演奏で参加。 |
| 2012年3月28日  | メジャー                                       | ポルノグラフィティ       | PANORAMA PORNO                                                | SME Records                    | 成田が演奏で参加。 |
| 2012年4月11日  | 『さようなら、素晴らしい世界』収録全曲         | indigo la End            | さようなら、素晴らしい世界                                    | eninal                         | 露崎が演奏で参加。 |
| 2012年4月25日  | ハルウタ                                       | いきものがかり           | I                                                             | エピックレコードジャパン       | 成田が演奏で参加。 |
| 2012年4月25日  | ハルウタ                                       | いきものがかり           | 劇場版 名探偵コナン 主題歌集 〜“20”All Songs〜                | エピックレコードジャパン       | 成田が演奏で参加。 |
| 2013年3月13日  | 怪・セラ・セラ                                 | 山下智久                 | 怪・セラ・セラ                                                | ワーナーミュージック・ジャパン | パスピエが作詞作曲、編曲で参加。 |
| 未発売         | パルコアラの歌                                 | パスピエ                 |                                                               |                                | パスピエが歌唱と編曲で参加。作詞作曲はクリエイティブディレクターの嵐田光。パルコのバーゲンセール「PARTY SALE」のCMソングとして2014年5月12日～2014年5月27日までテレビや全国19店舗のパルコ館内でオンエア。 |
| 2016年1月27日  | short hair EGOIST(featuring 小松未可子)        | Q-MHz                    | Q-MHz                                                         | トイズファクトリー             | 三澤が演奏で参加。 |
| 2017年5月10日  | Catch me if you JAZZ                           | 小松未可子               | Blooming Maps                                                 | トイズファクトリー             | 三澤が演奏で参加。 |
| 2017年5月10日  | my dress code                                  | 小松未可子               | Blooming Maps                                                 | トイズファクトリー             | 成田・三澤が演奏で参加。 |
| 2017年12月13日 | THE WANTED CRIMINAL                            | マーゲイ with PPP        | Japari Cafe2                                                  | ビクターエンタテインメント     | 三澤が演奏で参加。 |
| 2018年10月2日  | ガムシャラ                                     | みゆな                   | 眼                                                            | Here, play pop!                | 成田が作編曲で参加。 |
| 2018年10月17日 | Nicogoly                                       | マテリアルクラブ         | マテリアルクラブ                                              | Q2 Records                     | 成田が演奏で参加。「ナリハネ from パスピエ」という歌詞が使われている。 |
| 2018年11月7日  | 告白の夜                                       | マテリアルクラブ         | マテリアルクラブ                                              | Q2 Records                     | 成田が演奏で参加。 |
| 2018年11月7日  | New Blues                                      | マテリアルクラブ         | マテリアルクラブ                                              | Q2 Records                     | 成田が演奏で参加。 |
| 2019年12月11日 | ハウル                                         | LiSA                     | unlasting                                                     | SACRA MUSIC                    | 成田が演奏で参加。 |
| 2019年12月11日 | ハウル                                         | LiSA                     | LEO-NiNE                                                      | SACRA MUSIC                    | 成田が演奏で参加。 |
| 2020年4月8日   | トーク！トーク！トーク！                       | DIALOGUE+                | DREAMY-LOGUE                                                  | ポニーキャニオン               | 大胡田が作詞で参加。 |
| 2020年5月30日  | カナデルチカラプロジェクト                     |                          |                                                               | 池部楽器店                     | 成田が演奏で参加。 |
| 2020年6月10日  | 23時の春雷少女                                 | 鬼頭明里                 | STYLE                                                         | ポニーキャニオン               | 成田が演奏、やしきんとの共同編曲で参加。 |
| 2020年11月25日 | 白と嘘                                         | Rain Drops               | オントロジー                                                  | Virgin Music                   | 成田が演奏で参加。 |
| 2021年1月25日  | YUBIKIRI                                       | ヒトリエ                 | REAMP                                                         | Sony Music Associated Records  | 成田が演奏で参加。 |
| 2021年9月1日   | プライベイト                                   | DIALOGUE+                | DIALOGUE+1                                                    | ポニーキャニオン               | 大胡田が作詞で参加。 |
| 2021年9月1日   | I my me mind                                   | DIALOGUE+                | DIALOGUE+1                                                    | ポニーキャニオン               | 大胡田が作詞で参加。 |
| 2022年3月1日   | Drive your dreams                              | mahina                   | White Album                                                   | VAA                            | 三澤が演奏で参加。 |
| 2022年4月13日  | パンケーキいいな                               | DIALOGUE+                | 僕らが愚かだなんて誰が言った                                  | ポニーキャニオン               | 大胡田が作詞で参加。 |
| 2022年8月31日  | 卒業証書                                       | ODD Foot Works           | Master Work                                                   | Tokyo Invader                  | 成田が演奏で参加。 |
| 2022年9月2日   | 夢うらら                                       | 甲田まひる               | 夢うらら                                                      | ワーナーミュージック・ジャパン | 成田がGiorgio Blaise Givvnと共同編曲で参加。 |
| 2023年2月22日  | D+ has come                                    | DIALOGUE+                | DIALOGUE+2                                                    | ポニーキャニオン               | 大胡田が田淵智也と共同作詞で参加。 |
| 2023年2月22日  | うしみつあっパレイド                           | DIALOGUE+                | DIALOGUE+2                                                    | ポニーキャニオン               | 大胡田が作詞で参加。 |
| 2023年12月     | If you don't know break up you don't know love | 戸塚祥太                 |                                                               |                                | 三澤が演奏で参加。 |
| 2024年1月24日  | 誰かじゃないから                               | DIALOGUE+                | イージー?ハード?しかして進めっ!                               | ポニーキャニオン               | 成田が作編曲、大胡田が作詞で参加。 |
| 2024年1月24日  | 誰かじゃないから                               | DIALOGUE+                | DIALOGUE+3                                                    | ポニーキャニオン               | 成田が作編曲、大胡田が作詞で参加。 |
| 2024年2月28日  | 台詞                                           | ODD Foot Works           |                                                               | Tokyo Invader                  | 成田が演奏で参加。 |
| 2024年6月6日   | Blues in the Closet                            | ずっと真夜中でいいのに。 | 虚仮の一念海馬に託す                                          | ユニバーサルミュージック       | 露崎が演奏で参加。 |
| 2024年9月18日  | わたしたちのラプソディー                       | DIALOGUE+                | DIALOGUE+3                                                    | ポニーキャニオン               | 大胡田が作詞で参加。 |
| 2024年9月19日  | 『OUR SUMMER』収録全曲                         | A-FUZZ                   | OUR SUMMER                                                    |                                | 三澤が演奏で参加。 |
| 2024年9月19日  | 『OUR SUMMER』収録全曲                         | ROUTE14Band              | OUR SUMMER                                                    |                                | 三澤が演奏で参加。 |
| 2024年10月30日 | 『material club Ⅱ』収録全曲                    | material club            | material club Ⅱ                                               | DGP RECORDS                    | 成田が演奏で参加。「Naigorithm」では小出祐介と共同で作曲も担当。 |
| 2025年1月15日  | Lonely Night                                   | 夜々                     | Lonely Night                                                  | ワーナーミュージック・ジャパン | 露崎が演奏で参加。 |
| 2025年1月21日  | シェードの埃は延長                             | ずっと真夜中でいいのに。 | シェードの埃は延長                                            | ユニバーサルミュージック       | 露崎が演奏で参加。 |
| 2025年1月29日  | TREASURE!                                      | DIALOGUE+                | TREASURE!                                                     | ポニーキャニオン               | 大胡田が作詞で参加。 |
| 2025年2月26日  | 最上級の心                                     | 大渕野々花               | 最上級の心                                                    | flying DOG                     | 露崎が演奏で参加。 |
| 2025年3月19日  | YO.JIN.BO.                                     | レキシ                   | YO.JIN.BO.                                                    | トイズファクトリー             | 成田がプログラミングで参加。 |
| 2025年3月26日  | まざる                                         | キズナアイ               | まざる                                                        | PONY CANYON/KizunaAI           | 成田が作曲で参加。 |
| 2025年4月3日   | ブンサン・ボディ                               | 大胡田なつき             | 塊魂 Rolling LIVE オリジナルサウンドトラック-ららまりだましい | Bandai Namco Game Music        | 大胡田が歌唱で参加。 |
| 2025年4月3日   | ブンサン・ボディ                               | 塊魂 シリーズ SOUND TEAM | 塊魂 Rolling LIVE オリジナルサウンドトラック-ららまりだましい | Bandai Namco Game Music        | 大胡田が歌唱で参加。 |
| 2025年4月25日  | MOTTO                                          | chirp×chirp              |                                                               | バンダイナムコアミューズメント | 成田と矢尾が演奏で参加。 |

### 書籍
| 発売日        | タイトル                                      | 出版社           | 備考 |
| ------------- | --------------------------------------------- | ---------------- | --- |
| 2014年9月20日 | パスピエ/オフィシャル・バンドスコア 2011-2013 | ドレミ楽譜出版社 | 『わたし開花したわ』『ONOMIMONO』『演出家出演』から11曲を収録。メンバー監修によるライブアレンジを再現したバンドスコア。 |

## ミュージック・ビデオ
| 公開日         | タイトル                                     | ディレクター                                                    | 備考 |
| -------------- | -------------------------------------------- | --------------------------------------------------------------- | --- |
| 2011年11月23日 | 電波ジャック                                 | 大胡田なつき                                                    | |
| 2012年6月1日   | トロイメライ                                 | 大胡田なつき 松本剛（共同ディレクター/編集）                    | |
| 2012年7月18日  | プラスティックガール                         | らくだ                                                          | |
| 2012年9月21日  | デモクラシークレット                         | uttori                                                          | 俳優の武田梨奈が出演。 |
| 2012年12月16日 | 脳内戦争                                     | 大胡田なつき                                                    | |
| 2013年3月8日   | フィーバー                                   | 松本剛                                                          | 初めてメンバーが出演。 |
| 2013年5月18日  | 最終電車 featuring 泉まくら(FragmentのREMIX) | 大胡田なつきと 大島智子 松本剛（共同ディレクター/編集）         | |
| 2013年6月1日   | S.S                                          | 松本剛                                                          | 多摩水道橋付近の多摩川河川敷で撮影。 |
| 2013年11月27日 | とおりゃんせ                                 | 松本剛                                                          | 同じ映像を使用して「Tow-Ryang-Say (English ver.)」（2014年10月21日公開）のMVも制作された。ワーナーミュージック・ジャパンの会議室で撮影。 |
| 2014年3月22日  | MATATABISTEP                                 | 松本剛                                                          | 前半のカットはレインボープロムナード芝浦口付近、後半のカットは玉川上水旧水路緑道（初台緑道）西側にある遊具「ピングポング」前で撮影。 |
| 2014年5月30日  | トーキョーシティ・アンダーグラウンド         | 松本剛                                                          | メンバーパートの映像を一部変更して「Tokyo City Underground (English ver.)」（2014年10月15日公開）のMVも制作された。 |
| 2014年6月4日   | YES/NO                                       |                                                                 | デジタルハリウッド大学産学官共同プログラムで学生有志が制作。 |
| 2014年7月1日   | 七色の少年                                   | 松本剛                                                          | |
| 2014年12月18日 | 贅沢ないいわけ (Lyric Video)                 | 松本剛                                                          | 明治神宮外苑いちょう並木→杉並区柏の宮公園→六本木トンネル→青海縦貫線を南下しゆりかもめの線路沿いに進む→レインボーブリッジ一般道を北上し新日の出橋→品川区潮風公園と場面が移っていく。 |
| 2015年4月4日   | トキノワ                                     | 川村佳央（クリエイティブディレクター） 松本剛                   | 英訳字幕を付け、TVアニメ『境界のRINNE』の映像と組み合わせた「TOKINOWA(RIN-NE ver.)」（2015年4月27日公開）も制作された。 |
| 2015年7月18日  | 裏の裏                                       | 松本剛                                                          | |
| 2015年9月9日   | つくり囃子                                   | 松本剛                                                          | デジタルハリウッド大学八王子制作スタジオ（旧：八王子市立三本松小学校）で撮影。 |
| 2016年4月8日   | ヨアケマエ                                   | 脇坂侑希                                                        | |
| 2016年6月17日  | 永すぎた春                                   | 松本剛                                                          | 一部カットで大胡田が2014年開催の幕の外ISMツアーで使用した衣装を着ている。 |
| 2016年7月26日  | ハイパーリアリスト                           | 松本剛                                                          | |
| 2016年11月22日 | メーデー                                     | スミス                                                          | YouTubeではショートバージョンのみ公開。フルサイズは『&DNA』初回限定盤付属の特典DVDやApple Musicなどで観ることができる。横浜中華街「桂宮」で撮影。 |
| 2017年1月30日  | スーパーカー                                 | 松本剛                                                          | 神奈川県箱根や綾瀬市の「ミネボウル」で撮影。車は日産スカイライン2000GT-R（KPGC110型）。 |
| 2017年10月17日 | あかつき                                     | 青木亮二                                                        | 千葉県木更津市の江川海岸で撮影。 |
| 2017年10月17日 | 音の鳴る方へ                                 | 松本剛                                                          | 成田が「山下臨港線プロムナード高架下」「神奈川県庁前交差点」「みなとみらい1階クロス・パティオ入口」、三澤が「開港波止場」「桜木町駅付近のコインパークCIAL桜木町」、露崎が「赤い店酒三郎前」「桜木町駅付近の国道16号歩道」など横浜各地で撮影。エレベーターはプラネアール井荻マルチスタジオを使用。 |
| 2017年10月17日 | (dis)communication                           | サン ナカニシ                                                   | |
| 2018年3月15日  | マッカメッカ                                 | 大久保拓朗                                                      | 株式会社リクルートホールディングスの企画「Follow Your Heart & Music Presented by RECRUIT」で制作された。 |
| 2018年4月3日   | ネオンと虎                                   | Rie                                                             | メンバー出演部分は「ほうとう不動」東恋路店で撮影。 |
| 2019年4月17日  | ONE                                          | Pennacky                                                        | 冒頭の場面は神奈川県城ヶ島の城ヶ島灯台付近や、平塚市の龍城ケ丘プール跡地などで撮影。 |
| 2019年5月10日  | グラフィティー                               |                                                                 | 大胡田がイラストを描き、露崎が編集。 |
| 2020年3月19日  | まだら                                       | 松本剛                                                          | |
| 2020年6月10日  | 真昼の夜                                     | 小島央大                                                        | |
| 2020年8月26日  | SYNTHESIZE                                   |                                                                 | 大胡田がイラストを描き、露崎が編集。 |
| 2020年11月25日 | Q.                                           |                                                                 | 大胡田がイラストを描き、露崎が編集。 |
| 2021年7月4日   | グッド・バイ                                 | 松本剛                                                          | 横浜中華街で撮影。 |
| 2021年8月25日  | ミュージック (Lyric Video)                   |                                                                 | 大胡田がイラストを描き、露崎が編集。 |
| 2021年9月15日  | アンダスタンディング (Lyric Video)           |                                                                 | 大胡田がイラストを描き、露崎が編集。 |
| 2021年10月6日  | 言わなきゃ (Lyric Video)                     |                                                                 | 大胡田がイラストを描き、露崎が編集。 |
| 2021年10月27日 | 見世物 (Lyric Video)                         |                                                                 | 大胡田がイラストを描き、露崎が編集。 |
| 2021年11月24日 | PLAYER (Lyric Video)                         |                                                                 | 大胡田が2012年に撮影したうちあげ花火の写真を使用。露崎が編集。 |
| 2022年4月14日  | もののけだもの (Lyric Video)                 |                                                                 | 大胡田がイラストを描き、露崎が編集。 |
| 2022年6月8日   | 4×4 (Lyric Video)                            |                                                                 | 大胡田がイラストを描き、露崎が編集。 |
| 2022年8月24日  | スピカ (Lyric Video)                         |                                                                 | 大胡田がイラストを描き、露崎が編集。 |
| 2022年10月5日  | 微熱 (Lyric Video)                           |                                                                 | 大胡田がイラストを描き、露崎が編集。 |
| 2022年10月19日 | 浮遊層 (Lyric Video)                         |                                                                 | 大胡田がイラストを描き、露崎が編集。 |
| 2022年12月7日  | 発色                                         | ZECIN                                                           | |
| 2023年1月11日  | かはたれ時に                                 | Sameson Lee（クリエイティブディレクター） Yuki“CANELO”Saruhashi | 東急田園都市線の用賀駅周辺で撮影。大胡田がイラストを描き、露崎が編集した「かはたれ時に (Lyric Video)」（2022年11月2日公開）も制作された。 |
| 2023年4月19日  | GOKKO (Lyric Video)                          |                                                                 | 大胡田がイラストを描き、露崎が編集。 |
| 2023年6月7日   | バジリコ (Lyric Video)                       |                                                                 | 大胡田がイラストを描き、露崎が編集。 |
| 2023年11月8日  | 化石のうた                                   | 一総 有元キイチ                                                 | 大胡田がイラストを描き、露崎が編集した「化石のうた (Lyric Video)」（2023年10月11日公開）も制作された。 |
| 2023年11月15日 | cube (Lyric Video)                           |                                                                 | 大胡田がイラストを描き、露崎が編集。 |
| 2024年5月22日  | 避雷針 (Lyric Video)                         |                                                                 | 大胡田がイラストを描き、露崎が編集。 |
| 2024年8月14日  | 21世紀流超高性能歌曲 (Lyric Video)           |                                                                 | 大胡田がイラストを描き、露崎が編集。 |
| 2025年2月19日  | 電影夢想少女                                 | 松本剛                                                          | ショートバージョン。大胡田がイラストを描き、露崎が編集した「電影夢想少女 (Lyric Video)」（2025年2月5日公開）も制作された。 |
| 2025年7月16日  | 青々                                         |                                                                 | ショート動画で複数のパターンが制作されている。 |

## ライブ

### ワンマンライブ・自主企画
| 年            | タイトル                                                                   | スケジュール | 備考 |
| ------------- | -------------------------------------------------------------------------- | --- | --- |
| 2009年        | パスピエ presents 食後の余韻 vol.1 ～本日のメニュー～                      | 1ヵ所1公演 - 10月30日 東京都 下北沢GARAGE ゲスト - 優しくして♪ - クレイマン・クレイマン - Sally | 初の自主企画。出演者のコンピレーションCDも制作し配布された。 |
| 2009年        | パスピエ presents 食後の余韻 vol.2 〜2つのメインディッシュ〜               | 1ヵ所1公演 - 12月3日 東京都 下北沢GARAGE ゲスト - 優しくして♪ | 初の2マンライブ。 |
| 2010年        | パスピエ presents 食後の余韻 vol.3 ～レコ発3マン～                         | 1ヵ所1公演 - 3月22日 東京都 下北沢GARAGE ゲスト - CITY LAKE MIRAI - thai kick murph | 『ブンシンノジュツ』リリース記念。この公演をもって岸本篤志が脱退。 |
| 2010年        | パスピエ presents 食後の余韻 vol.4                                         | 1ヵ所1公演 - 6月20日 東京都 下北沢GARAGE ゲスト - 優しくして♪ - puppy chord | [ 136 ] |
| 2010年        | パスピエワンマン ～食後の余韻 special                                      | 1ヵ所1公演 - 8月18日 東京都 下北沢GARAGE | 初のワンマンライブ。 |
| 2010年        | パスピエ presents 食後の余韻 vol.6                                         | 1ヵ所1公演 - 11月28日 東京都 下北沢GARAGE ゲスト - the rooms - きのこ帝国 | [ 139 ] |
| 2012年        | パスピエ New Album「ONOMIMONO」リリース記念インストアライブ                | 1ヵ所1公演 - 6月30日 東京都 渋谷タワーレコード B1F STAGE ONE | 『ONOMIMONO』リリース記念。タワーレコード対象店舗の購入者に先着で入場券が配布された。 |
| 2013年        | 「フィーバー」リリース記念 インストア・ライブ＆サイン会                    | 1ヵ所1公演 - 3月23日 東京都 新宿タワーレコード 7F イベント・スペース | 「フィーバー」リリース記念。大胡田と成田の特別編成で実施。タワーレコード対象店舗の購入者に先着で入場券付サイン会参加券が配布された。 |
| 2013年        | パスピエ自主企画イベント「印象A」                                          | 2ヵ所2公演 - 4月2日 東京都 渋谷WWW - 4月3日 大阪府 梅田Shangri-La ゲスト - FRONTIER BACKYARD（4月2日） - The SALOVERS（4月2日） - DJ:OMSB (SIMI LAB)（4月2日） - tricot（4月3日） - NOKIES!（4月3日） - DJ:DAWA（4月3日） | 「フィーバー」リリースを記念して開催された自主企画の対バンイベント。 |
| 2013年        | パスピエ ファーストフルアルバム「演出家出演」リリース記念 スペシャルライブ | 1ヵ所1公演 - 6月16日 東京都 渋谷タワーレコード B1F CUTUP STUDIO | 『演出家出演』リリース記念。タワーレコード対象店舗の購入者に先着で入場券が配布された。 |
| 2013年        | パスピエ presents「印象B」                                                 | 2ヵ所2公演 - 7月3日 東京都 LIQUIDROOM - 7月5日 大阪府 Music Club JANUS ゲスト - the band apart（7月3日・7月5日） - DJ:呂布（ズットズレテルズ/Bank Roll）（7月3日） - DJ:TORA（8otto/UnTigre）（7月5日） | 自主企画「印象」シリーズ第2弾。以降アンコールでゲストのカバーを1曲披露するのがシリーズ恒例となる。 |
| 2013年        | パスピエ TOUR 2013 “印象・日の出”                                          | 3ヵ所3公演 - 10月26日 大阪府 UMEDA CLUB QUATTRO - 10月27日 愛知県 ell.FITS ALL - 11月2日 東京都 LIQUIDROOM | 初の東名阪ワンマンツアー。 |
| 2013年        | パスピエ TOUR 2013 “印象・日の出” 外伝                                     | 8ヵ所8公演 - 11月27日 新潟県 GOLDEN PIGS RED STAGE - 11月28日 宮城県 仙台PARK SQUARE - 11月30日 北海道 DUCE SAPPORO - 12月10日 広島県 Hiroshima Cave-Be - 12月11日 香川県 高松DIME - 12月14日 兵庫県 神戸VARIT. - 12月15日 福岡県 Queblick - 12月21日 東京都 赤坂BLITZ | 「パスピエ TOUR 2013 “印象・日の出”」追加公演。好評につき新潟GOLDEN PIGS公演は「BLACK STAGE」から「RED STAGE」に変更された。 |
| 2014年        | パスピエ presents「印象C」                                                 | 3ヵ所3公演 - 4月17日 愛知県 NAGOYA CLUB QUATTRO - 4月18日 大阪府 BIGCAT - 4月21日 東京都 SHIBUYA-AX ゲスト - 髭（4月17日） - DJ:MURANAO（4月17日） - クラムボン（4月18日） - DJ:Seiho（4月18日） - 9mm Parabellum Bullet（4月21日） - DJ:Fragment（4月21日） | 自主企画「印象」シリーズ第3弾。 |
| 2014年        | 2nd フルアルバム「幕の内ISM」リリース記念プレミアムイベント                | 1ヵ所1公演 - 7月25日 東京都 渋谷WOMB | 『幕の内ISM』リリース記念イベント。タワーレコード全店で『幕の内ISM』購入者に先着で渡されるシリアルカードから応募。当選者が招待された。 |
| 2014年-2015年 | パスピエ TOUR 2014 “幕の外ISM”                                             | 15ヵ所15公演 - 11月14日 神奈川県 川崎CLUB CITTA' - 11月16日 茨城県 mito LIGHT HOUSE - 11月17日 東京都 下北沢GARAGE - 11月20日 新潟県 NIIGATA LOTS - 11月22日 熊本県 熊本DRUM Be-9 V1 - 11月24日 福岡県 FUKUOKA BEAT STATION - 11月28日 愛知県 DIAMOND HALL - 11月29日 大阪府 なんばHatch - 12月1日 京都府 KYOTO MUSE - 12月4日 静岡県 LiveHouse 浜松窓枠（延期） - 12月6日 香川県 高松オリーブホール - 12月8日 広島県 ナミキジャンクション - 12月11日 宮城県 仙台Rensa - 12月13日 北海道 PENNY LANE 24 - 12月21日 東京都 Zepp DiverCity (TOKYO) - 1月16日 静岡県 LiveHouse 浜松窓枠（振替公演） | 『幕の内ISM』リリースツアー。12月4日の浜松公演は大胡田が体調不良のため延期。2015年1月16日に振替公演が実施された。 |
| 2015年        | パスピエ presents「印象D」                                                 | 3ヵ所3公演 - 6月24日 東京都 STUDIO COAST - 6月26日 大阪府 なんばHatch - 6月28日 愛知県 DIAMOND HALL ゲスト - レキシ（6月24日） - DJ:DJ UPPERCUT（6月24日） - Base Ball Bear（6月26日） - DJ:tofubeats（6月26日） - YOUR SONG IS GOOD（6月28日） - DJ:PARKGOLF（6月28日） | 自主企画「印象」シリーズ第4弾。 |
| 2015年        | 3rdフルアルバム「娑婆ラバ」発売記念ワンマンライブイベント                  | 1ヵ所1公演 - 9月25日 東京都 TSUTAYA O-EAST | 『娑婆ラバ』リリース記念イベント。 |
| 2015年        | パスピエ TOUR 2015 “娑婆めぐり”                                            | 9ヵ所9公演 - 11月4日 宮城県 仙台Rensa - 11月6日 新潟県 NIIGATA LOTS - 11月11日 香川県 高松オリーブホール - 11月13日 広島県 HIROSHIMA CLUB QUATTRO - 11月14日 福岡県 DRUM LOGOS - 11月16日 鹿児島県 CAPARVO HALL - 11月21日 大阪府 Zepp Namba(OSAKA) - 11月22日 愛知県 Zepp Nagoya - 11月26日 北海道 PENNY LANE 24 | 『娑婆ラバ』リリースツアー。 |
| 2015年        | パスピエ 日本武道館単独公演 “GOKURAKU”                                     | 1ヵ所1公演 - 12月22日 東京都 日本武道館 | |
| 2016年        | P.S.P.E限定イベント “kamakura”                                             | 2ヵ所2公演 - 4月16日 東京都 原宿ASTRO HALL - 4月24日 大阪府 梅田Shangri-La | オフィシャルファンクラブ「P.S.P.E」初の会員限定イベント。 |
| 2016年        | パスピエ presents「印象E」                                                 | 3ヵ所3公演 - 6月13日 大阪府 なんばHatch - 6月15日 愛知県 Zepp Nagoya - 6月17日 東京都 STUDIO COAST ゲスト - androp（6月13日） - フジファブリック（6月15日） - UNISON SQUARE GARDEN（6月17日） | 自主企画「印象」シリーズ第5弾。最終日に「印象」シリーズを終了することが発表された。その後ワンマン形式の「印象H」を経て、2022年11月の「印象F」で従来の形式が復活。 |
| 2016年        | スペシャルフロアライブ                                                     | 1ヵ所1公演 - 8月25日 東京都 渋谷WOMB | 「永すぎた春/ハイパーリアリスト」リリース記念イベント。初回限定版に封入のシリアルコードから応募。抽選で100名が招待された。 |
| 2016年        | パスピエ 5th Anniversary Hall Tour                                         | 3ヵ所3公演 - 12月4日 愛知県 日本特殊陶業市民会館フォレストホール - 12月16日 大阪府 オリックス劇場 - 12月22日 東京都 中野サンプラザ | デビュー5周年記念ツアー。 |
| 2017年        | パスピエ TOUR 2017 “DANDANANDDNA”                                          | 17ヵ所17公演 - 3月3日 神奈川県 川崎CLUB CITTA' - 3月5日 埼玉県 HEAVEN'S ROCK さいたま新都心 VJ-3 - 3月11日 香川県 高松DIME - 3月12日 滋賀県 U☆STONE - 3月17日 宮城県 仙台Rensa - 3月20日 千葉県 柏PALOOZA - 3月24日 北海道 PENNY LANE 24 - 3月26日 群馬県 高崎club FLEEZ - 3月31日 愛知県 DIAMOND HALL - 4月1日 大阪府 なんばHatch - 4月6日 石川県 金沢AZ - 4月7日 新潟県 NIIGATA LOTS - 4月12日 兵庫県 神戸VARIT. - 4月13日 広島県 SECOND CRUCH - 4月15日 福岡県 DRUM LOGOS - 4月16日 長崎県 DRUM Be-7 - 5月7日 東京都 NHKホール | 『&DNA』リリースツアー。ツアータイトルは成田考案。ツアー終了後にやおたくやの脱退が発表された。 |
| 2017年        | P.S.P.E限定イベント “muromachi”                                            | 2ヵ所2公演 - 7月23日 東京都 代官山UNIT - 7月28日 大阪府 Music Club JANUS | オフィシャルファンクラブ「P.S.P.E」の会員限定イベント。 |
| 2017年        | パスピエ TOUR 2017 “OTONARIさんのONOMIMONO”                                | 3ヵ所4公演 - 11月10日 東京都 東京キネマ倶楽部 - 11月11日 東京都 東京キネマ倶楽部 - 11月15日 愛知県 THE BOTTOM LINE - 11月17日 大阪府 味園ユニバース | 『OTONARIさん』と2012年のメジャーデビュー作『ONOMIMONO』に焦点を当てたツアー。 |
| 2018年        | ネオンと虎 360°フロアライブ                                                | 1ヵ所1公演 - 4月25日 東京都 渋谷WOMB | 『ネオンと虎』リリース記念イベント。アルバムに封入されているシリアルコードから応募し、100名の当選者が招待された。後日、応募者全員に収録されたVR映像が5月2日から5月7日まで期間限定で配信。 |
| 2018年        | パスピエ TOUR 2018 “カムフラージュ”                                        | 15ヵ所21公演 - 5月13日 神奈川県 川崎CLUB CITTA' - 5月16日 千葉県 柏PALOOZA - 5月18日 香川県 高松DIME - 5月20日 広島県 SECOND CRUTCH - 5月21日 京都府 KYOTO MUSE - 5月26日 新潟県 GOLDEN PIGS RED STAGE - 5月27日 山形県 ミュージック昭和 Session - 5月29日 埼玉県 HEAVEN'S ROCK さいたま新都心 VJ-3 - 6月3日 静岡県 SOUND SHOWER ark - 6月9日 福岡県 DRUM Be-1 -ネオン編- - 6月10日 福岡県 DRUM Be-1 -虎編- - 6月16日 宮城県 仙台MACANA -ネオン編- - 6月17日 宮城県 仙台MACANA -虎編- - 6月23日 北海道 DUCE SAPPORO -ネオン編- - 6月24日 北海道 DUCE SAPPORO -虎編- - 6月29日 大阪府 UMEDA CLUB QUATTRO -ネオン編- - 6月30日 大阪府 UMEDA CLUB QUATTRO -虎編- - 7月5日 東京都 EX THEATER ROPPONGI -ネオン編- - 7月6日 東京都 EX THEATER ROPPONGI -虎編- - 7月14日 愛知県 NAGOYA CLUB QUATTRO -ネオン編- - 7月15日 愛知県 NAGOYA CLUB QUATTRO -虎編- | 『ネオンと虎』リリースツアー。「ネオン編」では英語タイトルの曲、「虎編」では日本語タイトルの曲が主に披露された。 |
| 2018年        | パスピエ 野音ワンマンライブ “印象H”                                        | 2ヵ所2公演 - 10月6日 東京都 日比谷野外大音楽堂 - 10月14日 大阪府 服部緑地野外音楽堂 | 「印象」シリーズ第6弾。これまでのシリーズと違いワンマンライブとなっている。 |
| 2018年        | P.S.P.E限定イベント “azuchi”                                               | 1ヵ所1公演 - 12月21日 東京都 代官山UNIT | オフィシャルファンクラブ「P.S.P.E」の会員限定イベント。 |
| 2018年        | P.S.P.E限定イベント “momoyama”                                             | 1ヵ所1公演 - 12月22日 大阪府 Music Club JANUS | オフィシャルファンクラブ「P.S.P.E」の会員限定イベント。 |
| 2019年        | パスピエ TOUR 2019 “more You more”                                         | 10ヵ所10公演 - 6月12日 東京都 渋谷WWW X - 6月16日 広島県 SECOND CRUTCH - 6月20日 宮城県 仙台darwin - 6月22日 新潟県 GOLDEN PIGS RED STAGE - 6月28日 兵庫県 神戸VARIT. - 6月30日 福岡県 DRUM LOGOS - 7月6日 北海道 PENNY LANE 24 - 7月12日 愛知県 DIAMOND HALL - 7月13日 大阪府 BIGCAT - 7月15日 東京都 Zepp Tokyo | 『more humor』リリースツアー。 |
| 2019年        | P.S.P.E限定イベント “EDO”                                                  | 2ヵ所2公演 - 10月11日 東京都 下北沢GARDEN - 10月22日 大阪府 梅田Shangri-La | オフィシャルファンクラブ「P.S.P.E」の会員限定イベント。 |
| 2020年        | パスピエ 十周年特別記念公演 “EYE（いわい）”                                | 1ヵ所1公演 - 2月16日 東京都 昭和女子大学 人見記念講堂 ゲスト - HIFANA - 室屋光一郎（1st. Violin） - 柳原有弥（2nd. Violin） - 島岡智子（Viola） - 水野由紀（Cello） - 斎藤祥子（Percussion） | 結成10周年記念公演。ストリングスなどを交えた特別編成で開催。 |
| 2020年        | LIVE-X                                                                     | 1ヵ所1公演 - 9月9日 バーチャルライブ会場「LIVE-X」 | 無観客で行われた配信ライブ。 |
| 2020年        | パスピエ 自主企画イベント「AJIMI」                                         | 1ヵ所2公演 - 10月16日 東京都 SHIBUYA PLEASURE PLEASURE（2公演） | オフィシャルファンクラブ「P.S.P.E」の会員限定イベント。新型コロナウイルス感染予防対策のため、観客は座席を1席空けて半数、着席、2公演制で開催。2公演目は生配信も実施された。 |
| 2020年        | “synonium”                                                                 | 1ヵ所1公演 - 12月25日 東京都 LINE CUBE SHIBUYA | 『synonym』リリースライブ。新型コロナウイルス感染予防対策のため、観客は座席を1席空けて半数、着席で開催。生配信も実施された。 |
| 2021年        | PSPE TOUR 2021 KAIKO                                                       | 3ヵ所3公演 - 7月3日 愛知県 DIAMOND HALL - 7月4日 大阪府 なんばHatch - 7月10日 東京都 Zepp DiverCity (TOKYO) | ツアータイトルは「KAIKO（邂逅・懐古）」から。新型コロナウイルス感染予防対策のため、観客は座席を1席空けて半数で開催。最終日の東京公演は生配信も実施された。 |
| 2021年        | P.S.P.E限定イベント “harumaki”                                             | 1ヵ所2公演 - 4月28日 東京都 SHIBUYA PLEASURE PLEASURE（2公演・延期） - 10月1日 東京都 SHIBUYA PLEASURE PLEASURE（2公演・振替公演） | オフィシャルファンクラブ「P.S.P.E」の会員限定イベント。タイトルは三澤考案。『演出家出演』にフォーカスを当てた内容。政府の緊急事態宣言を受けて4月28日の公演は延期。10月1日に振替公演を新型コロナウイルス感染予防対策のため、観客は座席を1席空けて半数で開催。その後10月29日から11月18日までP.S.P.E会員限定で収録した2公演目の映像が販売された。 |
| 2021年        | パスピエ new album「ニュイ」リリースライブイベント “unit”                  | 1ヵ所1公演 - 11月22日 東京都 TOKIO TOKYO | 『ニュイ』リリース記念イベント。P.S.P.E会員限定で10名の観覧者が招待され映像収録。その後12月15日から2022年1月4日まで一般販売された。 |
| 2022年        | PSPE TOUR 2022 ニュウ！                                                    | 3ヵ所3公演 - 2月12日 愛知県 THE BOTTOM LINE - 2月13日 大阪府 UMEDA CLUB QUATTRO - 2月19日 東京都 LIQUIDROOM（延期） - 4月13日 東京都 LIQUIDROOM（振替公演） | 『ニュイ』リリースツアー。新型コロナウイルス感染予防対策のため、観客は立ち位置指定で開催。2月19日東京公演は成田に新型コロナウイルス感染症の陽性反応が確認されたため4月13日に延期して実施された。 |
| 2022年        | PSPE Billboard Live Tour 2022 “table”                                      | 2ヵ所6公演 - 6月4日 東京都 Billboard Live TOKYO（2公演） - 6月5日 東京都 Billboard Live TOKYO（2公演） - 6月25日 大阪府 Billboard Live OSAKA（2公演） | ビルボードツアー。それぞれ2公演制で開催。 |
| 2022年        | P.S.P.E限定イベント “takibi”                                               | 1ヵ所2公演 - 9月17日 東京都 下北沢シャングリラ（2公演） | オフィシャルファンクラブ「P.S.P.E」の会員限定イベント。公演名にちなみ「tabi（旅）」「aki（秋）」のテーマで曲を募集し、2公演制で開催。 |
| 2022年        | パスピエ presents「印象F」                                                 | 1ヵ所1公演 - 11月27日 東京都 LIQUIDROOM ゲスト - 長谷川白紙 | 「印象」シリーズ第7弾。2016年6月の「印象E」でシリーズ終了が発表されていたが、ワンマン形式の「印象H」を経て従来の対バン形式が復活。 |
| 2023年        | PSPE TOUR 2023 「ugokubaku」                                               | 7ヵ所7公演 - 1月7日 神奈川県 F.A.D YOKOHAMA - 1月14日 広島県 SECOND CRUTCH - 1月15日 福岡県 FUKUOKA BEAT STATION - 1月21日 宮城県 仙台Darwin - 1月28日 愛知県 E.L.L. - 1月29日 大阪府 umeda TRAD - 2月5日 東京都 Spotify O-EAST | 『ukabubaku』リリースツアー。 |
| 2023年        | パスピエ presents「印象G」                                                 | 1ヵ所2公演 - 6月2日 東京都 東京キネマ倶楽部 - 8月4日 東京都 東京キネマ倶楽部 ゲスト - 土岐麻子（6月2日） - 崎山蒼志（8月4日） | 「印象」シリーズ第8弾。8月4日公演は崎山が体調不良のためキャンセルとなり、急遽パスピエのワンマンライブに変更された。 |
| 2023年        | PSPE 2023 TOUR ア・直・色                                                  | 5ヵ所5公演 - 10月28日 福岡県 DRUM Be-1 - 11月11日 大阪府 umeda TRAD - 11月18日 愛知県 SPADE BOX - 12月3日 宮城県 LIVE HOUSE enn 2nd - 12月9日 東京都 KANDA SQUARE HALL | ツアータイトルは「あ・ちょく・しょく」と読み「アルバム発売・直前に・色々やるよ」から。 |
| 2024年        | パスピエ ニューアルバムリリースライブ “印象万象有象無象現象”               | 2ヵ所2公演 - 2月16日 東京都 duo MUSIC EXCHANGE - 2月25日 大阪府 BIGCAT | 『印象万象有象無象』リリースライブ。 |
| 2024年        | 無料配信ライブ「FREEdom」                                                  | 1ヵ所1公演 - 5月11日 東京都 aLIVE RECORDING STUDIO | レコーディングスタジオでのYouTube生配信ライブ。期間限定公開。その後recut&再mixされた映像が『カリギュラ』の初回限定盤に付属された。 |
| 2024年        | パスピエ 2024 TOUR「あちゃらかカリギュラ」                                 | 3ヵ所3公演 - 9月20日 東京都 Spotify O-EAST - 10月14日 大阪府 梅田Shangri-La - 11月9日 愛知県 SPADE BOX | 『あちゃらか』リリースツアー。 |
| 2025年        | パスピエ 結成十五周年特別記念公演 “十五年鑑”                               | 1ヵ所1公演 - 4月13日 東京都 オーチャードホール ゲスト - 室屋光一郎（1st. Violin） - 柳原有弥（2nd. Violin） - 島岡智子（Viola） - 水野由紀（Cello） - 大石俊太郎（Sax、Flute） - 石川広行（Trumpet） | 結成15周年記念公演。ストリングスとブラスを交えた特別編成で開催。ストリングスとブラスのアレンジは成田が担当。 |
| 2025年        | 祝10周年 P.S.P.E限定イベント「重箱」                                       | 2ヵ所2公演 - 8月2日 大阪府 Music Club JANUS - 9月10日 東京都 SHIBUYA PLEASURE PLEASURE | オフィシャルファンクラブ「P.S.P.E」の会員限定イベント。タイトルは大胡田と露崎考案。 |
| 2025年        | パスピエ presents「印象I」                                                 | 2ヵ所2公演 - 11月8日 東京都 LIQUIDROOM - 2026年1月10日 東京都 SHIBUYA CLUB QUATTRO ゲスト - 七尾旅人（11月8日） - 日食なつこ（1月10日） | 「印象」シリーズ第9弾。 |

### ライブでカバーした曲
| 演奏日                      | タイトル                         | 原曲アーティスト           | 備考 |
| --------------------------- | -------------------------------- | -------------------------- | --- |
| 2013年7月3・5日             | I love you Wasted Junks & Greens | the band apart             | パスピエ presents「印象B」で披露。 |
| 2013年10月26・27日、11月2日 | Eccentric Person Come Back To Me | 大野方栄                   | パスピエ TOUR 2013 “印象・日の出”で披露。2018年12月開催のP.S.P.E限定イベント“azuchi”“momoyama”でも演奏された。「フィーバー」に収録。 |
| 2014年4月17日               | ロックンロールと五人の囚人       | 髭                         | パスピエ presents「印象C」 at NAGOYA CLUB QUATTROで披露。 |
| 2014年4月18日               | シカゴ                           | クラムボン                 | パスピエ presents「印象C」 at BIGCATで披露。 |
| 2014年4月21日               | Cold Edge                        | 9mm Parabellum Bullet      | パスピエ presents「印象C」 at SHIBUYA-AXで披露。 |
| 2015年6月24日               | きらきら武士                     | レキシ                     | パスピエ presents「印象D」 at STUDIO COASTで披露。 |
| 2015年6月26日               | 祭りのあと                       | Base Ball Bear             | パスピエ presents「印象D」 at なんばHatchで披露。 |
| 2015年6月28日               | THE LOVE SONG                    | YOUR SONG IS GOOD          | パスピエ presents「印象D」 at DIAMOND HALLで披露。 |
| 2015年6月24・26・28日       | NEW MUSIC MACHINE                | コーネリアス               | パスピエ presents「印象D」で披露。「トキノワ」に収録。 |
| 2015年12月22日              | 夢                               | クロード・ドビュッシー     | パスピエ 日本武道館単独公演 “GOKURAKU”で披露。 |
| 2016年4月16日               | 金曜日の天使                     | 近田春夫&ビブラトーンズ    | P.S.P.E限定イベント “kamakura” at 原宿ASTRO HALLで披露。2019年10月11日のP.S.P.E限定イベント “EDO” at 下北沢GARDENでも演奏された。「ヨアケマエ」に収録。 |
| 2016年6月13日               | Glider                           | androp                     | パスピエ presents「印象E」 at なんばHatchで披露。andropによる「△」も演奏された。 |
| 2016年6月15日               | 会いに                           | フジファブリック           | パスピエ presents「印象E」 at Zepp Nagoyaで披露。 |
| 2016年6月17日               | 場違いハミングバード             | UNISON SQUARE GARDEN       | パスピエ presents「印象E」 at STUDIO COASTで披露。後に音源化され『Thank you, ROCK BANDS! 〜UNISON SQUARE GARDEN 15th Anniversary Tribute Album〜』に収録。2019年8月28日開催の「Thank you, ROCK BANDS!」でも露崎以外の3人が参加して演奏されている。                        |
| 2016年8月25日               | 今日も雨                         | 倉橋ヨエコ                 | スペシャルフロアライブ at 渋谷WOMBで披露。「永すぎた春/ハイパーリアリスト」に収録。 |
| 2018年8月3日                | 銀河                             | フジファブリック           | ROCK KIDS 802 -OCHIKEN Goes ON!!- SPECIAL LIVE HIGH! HIGH! HIGH! at なんばHatchで披露。大胡田と成田のアコースティック編成。 |
| 2018年8月3日                | 透明少女                         | ナンバーガール             | ROCK KIDS 802 -OCHIKEN Goes ON!!- SPECIAL LIVE HIGH! HIGH! HIGH! at なんばHatchで披露。大胡田と成田のアコースティック編成。 |
| 2019年8月2日                | ICHIDAIJI                        | ポルカドットスティングレイ | FM802 30 PARTY ROCK KIDS 802 -OCHIKEN Goes ON!!- SPECIAL LIVE HIGH! HIGH! HIGH! at なんばHatchで披露。KANA-BOONの谷口鮪と「あかつき」、ポルカドットスティングレイの雫と「フィーバー」、キュウソネコカミのヤマサキセイヤ、ヨコタシンノスケと「はいからさん」も演奏された。 |
| 2019年8月2日                | 泣くな親父                       | キュウソネコカミ           | FM802 30 PARTY ROCK KIDS 802 -OCHIKEN Goes ON!!- SPECIAL LIVE HIGH! HIGH! HIGH! at なんばHatchで披露。KANA-BOONの谷口鮪と「あかつき」、ポルカドットスティングレイの雫と「フィーバー」、キュウソネコカミのヤマサキセイヤ、ヨコタシンノスケと「はいからさん」も演奏された。 |
| 2019年8月28日               | harmonized finale                | UNISON SQUARE GARDEN       | Thank you, ROCK BANDS! 〜UNISON SQUARE GARDEN 15th Anniversary Tribute Live〜 at STUDIO COASTにてUNISON SQUARE GARDENと大胡田、成田で披露。さらに三澤も参加して「場違いハミングバード」「S.S」も演奏された。                                                              |
| 2019年10月11・22日          | 修羅場                           | 東京事変                   | P.S.P.E限定イベント “EDO”で披露。大胡田と三澤のアコースティック編成。 |
| 2019年10月11・22日          | 星降る夜になったら               | フジファブリック           | P.S.P.E限定イベント “EDO”で披露。大胡田と三澤のアコースティック編成。 |
| 2022年11月27日              | 砂漠で                           | 長谷川白紙                 | パスピエ presents「印象F」 at LIQUIDROOMで披露。長谷川白紙による「マッカメッカ」も演奏された。 |
| 2023年6月2日                | PINK                             | 土岐麻子                   | パスピエ presents「印象G」 at 東京キネマ倶楽部で披露。 |
| 2023年8月4日                | Samidare                         | 崎山蒼志                   | パスピエ presents「印象G」 at 東京キネマ倶楽部で披露。 |
| 2023年12月5日               | SSW                              | コレサワ                   | コレサワ LIVE 2023 きみとデート vol.1 at Spotify O-WESTにてコレサワと大胡田で披露。コレサワによる「プラスティックガール」も演奏された。 |

## タイアップ
| 使用年 | タイトル                             | タイアップ先                                                                                    |
| ------ | ------------------------------------ | ----------------------------------------------------------------------------------------------- |
| 2011年 | 電波ジャック                         | TOKYO FM『RADIO DRAGON』2011年11月テーマソング                                                  |
| 2011年 | 電波ジャック                         | スペースシャワーTV「MUSIC SAVES TOMORROW」ID曲                                                  |
| 2013年 | 電波ジャック                         | フジテレビ『バチバチエレキテる』オープニングテーマ                                              |
| 2013年 | ON THE AIR                           | TOKYO FM「TOWER OF LOVE」キャンペーンソング                                                     |
| 2014年 | 電波ジャック                         | ニッポン放送『ラブレターズのオールナイトニッポン0(ZERO)』オープニングテーマ                     |
| 2014年 | パルコアラの歌                       | パルコ バーゲンセール「PARTY SALE」CMソング                                                     |
| 2014年 | トーキョーシティ・アンダーグラウンド | 映画『APPLESEED ALPHA』挿入歌                                                                   |
| 2014年 | Love is Gold                         | バナナマン単独ライブ「bananaman live 2014 『Love is Gold』」オープニングテーマ                  |
| 2015年 | トキノワ                             | NHK Eテレアニメ『境界のRINNE』第1シリーズ前期エンディングテーマ（第1話 - 第13話）               |
| 2015年 | トキノワ                             | 長崎国際テレビ『AIR』5月度オープニングテーマ                                                    |
| 2015年 | 裏の裏                               | NHK Eテレアニメ『境界のRINNE』第1シリーズ後期オープニングテーマ（第14話 - 第25話）              |
| 2016年 | ヨアケマエ                           | 全国音楽情報TV『MUSIC B.B.』5月度エンディングテーマ                                             |
| 2016年 | 永すぎた春                           | 岩手めんこいテレビ『BEATNIKS』エンディングテーマ                                                |
| 2017年 | あかつき                             | 「インターハイ2017 読売新聞」CMソング（2018年も継続。）                                         |
| 2018年 | マッカメッカ                         | リクルート「Follow Your Heart & Music」共同ミュージックビデオ制作企画                           |
| 2020年 | まだら                               | MBS系ドラマ特区『ホームルーム』エンディングテーマ                                               |
| 2020年 | 真昼の夜                             | ロート製薬「ロートジー デジタルMVフェス」第1弾アーティスト MVコラボレーションキャンペーンソング |
| 2020年 | SYNTHESIZE                           | MUSIC ON! TV『ZOOM UP!』12月ENDTRACK                                                            |
| 2020年 | プラットホーム                       | ピッコマ「ラインナップ」篇CMソング                                                              |
| 2022年 | 4×4                                  | MBS/TBSドラマイズム『ロマンス暴風域』エンディングテーマ                                         |
| 2024年 | SAYONARA HEAVEN                      | 朝日放送テレビドラマL『あなたの恋人、強奪します。』エンディングテーマ                           |

### ヘビーローテーション/パワープレイ
| 放送年 | タイトル     | ヘビーローテーション/パワープレイ                   |
| ------ | ------------ | --------------------------------------------------- |
| 2012年 | トロイメライ | スペースシャワーTV 6月度ミドルローテーション「it!」 |
| 2012年 | トロイメライ | FM802 6月度 HEAVY ROTATION                          |
| 2012年 | トロイメライ | TOKYO FM RADIO DRAGON 6月度POWER TUNE               |
| 2012年 | トロイメライ | FM石川 6月度 MUSIC PICK UP                          |
| 2012年 | トロイメライ | CROSS FM 6月度 グリーン・レコメンド                 |
| 2013年 | フィーバー   | スペースシャワーTV 3月度ミドルローテーション「it!」 |
| 2013年 | S.S          | スペースシャワーTV 2013年6月度POWER PUSH!           |

## 主なメディア出演
ラジオ
- NACK5「Midnight Rock City +R」（2013年3月29日）
- TBSラジオ「バナナマンのバナナムーンGOLD」（2014年8月15日、2015年4月24日、2016年4月22日）
- J-WAVE「THE KINGS PLACE」（2014年10月7日から2017年3月28日まで、火曜日担当）
- Rhythm Station エフエム山形「From Yamagata」（旧「MAGIC」）パスピエ OTONARI ROOM（2017年11月7日から。毎月第1週金曜日）三澤のみ
- TOKYO FM「KIRIN BEER “Good Luck” LIVE」（2019年5月4日）
- NHK-FM「パスピエ・成田ハネダのROCK to the CLASSIC」（2019年12月31日）成田のみ
- NHK-FM「×クラシック」（2020年6月14日）成田のみ
- MBSラジオ「メゾン・ド・ミュージック」角野隼斗のはやとちりラジオ（2021年12月8日）成田のみ
- TBSラジオ「CITY CHILL CLUB」（2023年2月3日、10日、17日、24日）大胡田と成田のみ
- NHKラジオ第1放送「A.B.C-Z 今夜はJ's倶楽部」（2023年9月19日）三澤のみ

テレビ
- フジテレビ系「魁！ミュージック」（2016年7月10日、17日）
- フジテレビ「Love music」（2016年7月8日）
- NHK総合テレビジョン「シブヤノオト」（2016年7月31日）
- TBSテレビ「有吉と採点したがる女たち」（2019年7月4日、2019年10月17日、2020年3月24日放送）大胡田がナレーションを担当
- NHK Eテレ「シャキーン!」（2019年9月24日、27日）成田のみ
- BSフジ「indigo la End 15th Special -2010-2025-」（2025年8月2日）露崎のみ

CM
- アスナル金山「ありがとう、10周年。はじまるアスナル革命！」（2015年4月）大胡田がナレーションを担当[200]